# ریتا ورپریان
ریتا ورپریان (ارمنی: Ռիթա Որբերեան؛ انگلیسی: Rita Vorperian) یک روزنامه‌نگار، نویسنده، مترجم، و پژوهشگر ارمنی-آمریکایی است.
وی همچنین برندهٔ جوایزی همچون نشان مسروپ ماشتوتس شده است.